# کیم هیانگ-می
کیم هیانگ-می (انگلیسی: Kim Hyang-mi؛ زادهٔ ۱۹ سپتامبر ۱۹۷۹) یک بازیکن تنیس روی میز اهل کره شمالی است.